# Les Molunes
Les Molunes és un municipi francès situat al departament del Jura i a la regió de Borgonya - Franc Comtat. L'any 2007 tenia 133 habitants.

## Demografia

### Població
El 2007 la població de fet de Les Molunes era de 133 persones. Hi havia 53 famílies de les quals 15 eren unipersonals (11 homes vivint sols i 4 dones vivint soles), 15 parelles sense fills, 19 parelles amb fills i 4 famílies monoparentals amb fills.
La població ha evolucionat segons el següent gràfic:
Habitants censats

### Habitatges
El 2007 hi havia 146 habitatges, 53 eren l'habitatge principal de la família, 81 eren segones residències i 11 estaven desocupats. 109 eren cases i 35 eren apartaments. Dels 53 habitatges principals, 40 estaven ocupats pels seus propietaris, 12 estaven llogats i ocupats pels llogaters i 1 estava cedit a títol gratuït; 2 tenien una cambra, 2 en tenien dues, 7 en tenien tres, 9 en tenien quatre i 34 en tenien cinc o més. 37 habitatges disposaven pel capbaix d'una plaça de pàrquing. A 21 habitatges hi havia un automòbil i a 29 n'hi havia dos o més.

### Piràmide de població
La piràmide de població per edats i sexe el 2009 era:
| Homes | Edats   | Dones |
| ----- | ------- | ----- |
| 0     | 95 o +  | 0     |
| 0     | 90 a 94 | 4     |
| 0     | 85 a 89 | 0     |
| 0     | 80 a 84 | 0     |
| 4     | 75 a 79 | 4     |
| 0     | 70 a 74 | 0     |
| 4     | 65 a 69 | 0     |
| 8     | 60 a 64 | 4     |
| 4     | 55 a 59 | 0     |
| 0     | 50 a 54 | 0     |
| 8     | 45 a 49 | 0     |
| 0     | 40 a 44 | 4     |
| 16    | 35 a 39 | 12    |
| 8     | 30 a 34 | 12    |
| 0     | 25 a 29 | 0     |
| 0     | 20 a 24 | 0     |
| 0     | 15 a 19 | 4     |
| 8     | 10 a 14 | 8     |
| 4     | 5 a 9   | 16    |
| 8     | 0 a 4   | 8     |

## Economia
El 2007 la població en edat de treballar era de 84 persones, 68 eren actives i 16 eren inactives. De les 68 persones actives 67 estaven ocupades (38 homes i 29 dones) i 1 aturada (1 home). De les 16 persones inactives 2 estaven jubilades, 7 estaven estudiant i 7 estaven classificades com a «altres inactius».

### Ingressos
El 2009 a Les Molunes hi havia 54 unitats fiscals que integraven 149 persones, la mediana anual d'ingressos fiscals per persona era de 15.052 €.

### Activitats econòmiques
Dels 15 establiments que hi havia el 2007, 2 eren d'empreses de construcció, 4 d'empreses d'hostatgeria i restauració, 1 d'una empresa de serveis, 6 d'entitats de l'administració pública i 2 d'empreses classificades com a «altres activitats de serveis».
Dels 3 establiments de servei als particulars que hi havia el 2009, 1 era un guixaire pintor, 1 fusteria i 1 restaurant.
L'any 2000 a Les Molunes hi havia 5 explotacions agrícoles que ocupaven un total de 590 hectàrees.

## Poblacions més properes
El següent diagrama mostra les poblacions més properes.